# Mary Scheller
Mary Scheller, auch Mary Scheller-Ahlfeld, (16. Februar 1858 in Stralsund, Königreich Preußen – 17. April 1933 in Chicago, Illinois, USA) war eine deutschamerikanische Schauspielerin.

## Leben
Scheller spielte an verschiedenen Theatern in den Vereinigten Staaten. Ihr Onkel Adolf Meaubert (1827–1890) war der Direktor des Deutschen Theaters in San Francisco in den frühen 1860er Jahren, ihre Tante Henriette Scheller Meaubert, Frau des Adolf, war ebenfalls Schauspielerin. 
Sie spielte am Theater sowohl auf Deutsch als auch auf Englisch und Französisch. 

## Filmografie
- 1912: Die Kinder des Generals
- 1913:  S1
- 1913: Die Suffragette
- 1913: Ein Ausgestoßener, 1. Teil
- 1914: Das Feuer
- 1914: Zapatas Bande
- 1914: Das Kind ruft
- 1915: Karlas Tante
- 1915: Vordertreppe – Hintertreppe
- 1916: Die weißen Rosen
- 1917: Die verschlossene Tür
- 1920: Der Abgrund der Seelen